# Куридзе, Саша Исакиевна
Саша Исакиевна Куридзе (1920 год, Гурийский уезд, Грузинская демократическая республика — неизвестно, Грузинская ССР) — колхозница колхоза «Ахалгазрда комунисти» (Молодой коммунист) Махарадзевского района, Грузинская ССР. Герой Социалистического Труда (1951).

## Биография
Родилась в 1920 году в крестьянской семье в одном из сельских населённых пунктов Гурийского уезда. С конца 1930-х годов трудилась на чайной плантации колхоза «Ахалгазрда комунисти» Махарадзевского района, председателем которого Севериан Моисеевич Мухашаврия.
В 1950 году собрала 6201 килограмм сортового чайного листа на участке площадью 0,5 гектара. Указом Президиума Верховного Совета СССР от 5 июля 1951 года удостоена звания Героя Социалистического Труда за «получение в 1950 году высоких урожаев сортового зелёного чайного листа» с вручением ордена Ленина и золотой медали «Серп и Молот» (№ 6622).
Этим же указом званием Героя Социалистического Труда была награждена труженица колхоза «Ахалгазрда комунисти» Гогола Филипповна Мгеладзе.
В последующем показывала высокие результаты в чаеводстве. По итогам работы в 1974 году награждалась Орденом Трудовой Славы 3-й степени.
Дата смерти не установлена.
Награды
- Герой Социалистического Труда
- Орден Ленина
- Орден Трудового Красного Знамени (02.04.1966)
- Орден Трудовой Славы 3 степени (14.02.1975)
- Медаль «За трудовую доблесть» (02.04.1966)